# 福田真琳
福田真琳（日语：／ Fukuda Marin，2004年10月18日—），長崎縣出身，隸屬於演藝經紀公司UP-FRONT AGENCY旗下，2021年7月7日正式加入山茶花工廠，當年11月17日以3A單曲「ガラクタ DIAMOND／約束・連絡・記念日／涙のヒロイン降板劇」正式出道。
身高未知，血型AB型，個人應援色為皇家藍。

## 個人簡歷
參加＜「Juice=Juice」「つばきファクトリー」合同新メンバーオーディション＞且合格，與同樣參加甄選合格的河西結心與八木栞以及從Hello! Pro研修生中昇格的豫風瑠乃一同成為山茶花工廠第三期新成員。
2021年
- 7月7日，正式加入山茶花工廠。
- 11月17日，以山茶花工廠成員的身分推出3A單曲「ガラクタ DIAMOND／約束・連絡・記念日／涙のヒロイン降板劇」正式出道。

## 人物
- 名字來自母親的英文名『Marine』。
- 在中國上海出生並住到小學二年級才搬回日本，所以會講一點英語與華語。
- 有年紀差距頗大的一兄一姊，會參與甄選是因為受到喜歡早安家族的姊姊所鼓勵。
- 擅長跳芭蕾舞，喜歡的芭蕾舞劇為《胡桃鉗》。
- 喜歡拉奏小提琴。
- 喜歡的運動是滑冰，曾想成為滑冰選手。
- 喜歡看怪獸電影，例如金剛和哥吉拉。

## 外部連結
- つばきファクトリーHello!Project （页面存档备份，存于）
- つばきファクトリーTwitter （页面存档备份，存于）
- つばきファクトリーAmeblo （页面存档备份，存于）
- つばきファクトリーYouTube （页面存档备份，存于）
- 官網個人檔案 （页面存档备份，存于）